# Винипласт

Структура

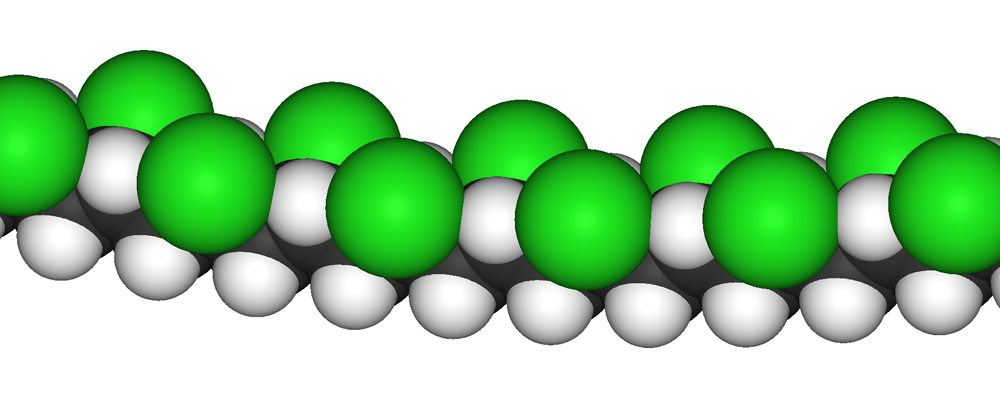
Модель

Винипласт — жёсткая термопластичная непрозрачная не содержащая пластификатора пластическая масса на основе поливинилхлорида и перхлорвиниловой смолы, которая содержит также термо-, светостабилизаторы и антиоксиданты (предотвращающие разрушение материала при переработке и эксплуатации), смазывающие вещества (облегчающие его обработку и переработку), пигменты или красители (для получения цветных изделий). Является полимерным изделием.
Другое наименование — непластифицированный поливинилхлорид (НПВХ).
Для улучшения эксплуатационных свойств и снижения стоимости в состав винипласта вводят до 35 % (от массы полимера) модификаторов (хлорированный полиэтилен, каучуки), до 20 % наполнителей (мел, сажа, аэросил) и до 10 % пластификаторов.
Винипласт может быть приклеен к бетонным, деревянным и металлическим поверхностям.

## Свойства
Винипласт не горюч и не имеет запаха. Кроме того, винипласт хорошо поддаётся различным видам механической обработки. Винипласт легко сваривается при температуре 230—250 градусов Цельсия с помощью сварочного прутка и хорошо склеивается разнообразными видами клея, приготовленного на основе поливинилхлорида и перхлорвиниловой смолы. Следует отметить, что сварные и клеевые соединения, прочность которых составляет 80—90 % от прочности материала, хорошо поддаются механической обработке.
Винипласт является хорошим диэлектриком при эксплуатации изделий в пределах +20...+80 градусов Цельсия, но следует учитывать, что при нагревании винипластового изделия выше +80 градусов Цельсия наступает резкое падение диэлектрических свойств. Винипласт устойчив к действию кислот, щелочей и алифатических углеводородов, но неустойчив к действию ароматических и хлорированных углеводородов.

## Изготовление
Винипласт получают смешением компонентов в быстроходных смесителях с последующей переработкой сухой смеси на вальцах или в экструдерах, иногда с предварительной её грануляцией.
Перерабатывается в изделия экструзией, прессованием и литьём под давлением.
Методы переработки винипласта зависят от вида вырабатываемого изделия:
- плёночный винипласт получают прокатыванием (каландрированием) винипластовой массы;
- гладкие винипластовые листы — прессованием пакетов, собранных из винипластовой плёнки и экструзией;
- мелкие винипластовые изделия различного профиля — литьём под давлением из гранул на литьевых машинах, а также прессованием таблеток или порошкообразной смеси;
- винипластовые трубы, профилированные изделия и волнистые винипластовые листы — экструзией из гранул;
- крупные винипластовые изделия сложной конфигурации — вакуумформованием из листов на формовочных машинах.

## Применение
Применяется для изготовления трубопроводов, ёмкостей, листов, профилей в строительстве, химическом машиностроении и др.
Так как винипласт имеет хорошую прочность на изгиб и упругость, из него иногда кустарным способом рыбаки изготавливают верхние части удилищ спиннингов (хлысты) и зимних удочек-мормышек. При соответствующей обработке такие части допускают изгиб более 45 градусов.